# Pauline Ducruet

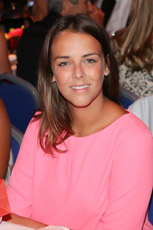
Pauline Ducruet (2016)

Pauline Grace Maguy Ducruet (* 4. Mai 1994 in La Colle) ist eine monegassische Designerin und Wasserspringerin. Sie steht als Mitglied der Familie Grimaldi an 18. Stelle in der monegassischen Thronfolge.

## Familie
Ducruet wurde 1994 im monegassischen La Colle als zweites Kind von Prinzessin Stéphanie von Monaco und Daniel Ducruet geboren. Ihre Eltern heirateten am 1. Juli 1995. Sie hat einen älteren Bruder und drei Halbgeschwister. Ihr Halbbruder Michaël ist der Sohn von Daniel Ducruet und Martine Malbouvier. Ihre Halbschwester, Camille Gottlieb, ist die Tochter von Prinzessin Stéphanie und Jean-Raymond Gottlieb. Ihre andere Halbschwester, Linoué Ducruet, ist die Tochter von Daniel Ducruet und Kelly Marie Carla Lancien.

## Ausbildung und Karriere
Ducruet besuchte das Lycée Prince Albert I in Monaco. Sie soll in der Schule eine Jahrgangsstufe übersprungen haben, so dass sie danach eine statt zwei Jahrgangsstufen hinter ihrem Bruder zurücklag. Ihr französisches Baccalauréat erhielt sie im Juli 2011. Im Jahr 2012 besuchte sie die monegassische Sprachschule.
Ducruet machte drei Jahre lang eine Ausbildung zur Stylistin am Istituto Marangoni in Paris. 2015 studierte sie Modedesign in New York City; Teil ihres Studiums waren ein fünfmonatiges Praktikum bei Vogue und ein sechsmonatiges Praktikum bei Louis Vuitton. Sie erhielt einen Associate Degree in Modedesign von Parsons School of Design 2015–2017.
Im Juni 2017 gründete Ducruet gemeinsam mit Maria Zarco das Modeunternehmen Altered Designs, das die beiden Frauen über Instagram bekanntmachen. 2022 wurde sie von Forbes in die Liste 30 under 30 in Monaco aufgenommen.

## Wasserspringen
Ducruet ist eine Leistungssportlerin im Wasserspringen. 2010 vertrat sie Monaco bei den Junioren-Weltmeisterschaften im Wasserspringen in Aachen, und im Juli 2010 nahm sie an den Europäischen Jugendschwimmmeisterschaften in Helsinki teil. Im August 2010 gehörte sie zur monegassischen Delegation bei den Olympischen Jugend-Sommerspiele 2010 in Singapur.